# Praia dos Afogados
A Praia dos Afogados fica localizada no município de Tibau do Sul, no estado do Rio Grande do Norte, Brasil.
A Praia dos Afogados é bastante utilizada para competições de surfe e kitesurfe. 